# Grgarske Ravne
Grgarske Ravne este o localitate din comuna Nova Gorica, Slovenia, cu o populație de 165 de locuitori.